# Das Blaue Wunder (Theaterstück)
Das Blaue Wunder ist ein Theaterstück von Thomas Freyer und Ulf Schmidt. Es basiert auf Texten der Neuen Rechten. Schon vor der Uraufführung am 26. Januar 2019 am Staatsschauspiel Dresden sorgte es für Debatten.

## Hintergrund
Das Stück ist eine Groteske. Es will zeigen, was passiert, wenn die Forderungen der Neuen Rechten umgesetzt werden. Ulf Schmidt und Thomas Freyer entwickelten es aus Zitaten von Politikern der AfD wie Alexander Gauland oder Björn Höcke, programmatischen Schriften und Parteiprogrammen. Es rufe dazu auf, gegen die AfD zu kämpfen, befand Martin Machowecz in der Zeit. Die zweistündige Inszenierung von Volker Lösch entstand in der Kooperation mit Tolerave e. V., einem Bündnis von Dresdner Kulturschaffenden, und weiteren Dresdner Initiaven gegen Rassismus.

## Handlung
Mit Kurs nach Rechts und dem Logbuch Blaues Buch, das auf alle Fragen eine Antwort besitzt, brechen Dresdner Bürger per Dampfschiff zu neuen Ufern auf. Denn so ginge „es nicht mehr weiter“, etwas müsse „sich ändern“, lauten die Parolen. Im Buch steht alles drin: wie Frauen sich zu verhalten haben, wie die Deutschen mehr eigene Kinder bekommen sollen und was man mit der nichtdeutschen Schiffsmannschaft anstellen soll. Die Reisenden sind überzeugt: Das Blaue Buch muss konsequent umgesetzt werden, Zweifel sind dabei unerwünscht.